# 和歌山県の図書館一覧
和歌山県の図書館一覧（わかやまけんのとしょかんいちらん）は、和歌山県内にある全ての図書館の一覧である。（学校図書館を除く。）和歌山県は公共図書館の数が27館と日本の都道府県で最下位である。

## 県立図書館
- 和歌山県立図書館
- 和歌山県立紀南図書館

## 市町村立図書館

### 紀北
- 和歌山市民図書館
- 海南市図書館
  - 海南nobinos
  - 海南市下津図書館
  - 海南市児童図書館
- 橋本市図書館
- 紀の川市立図書館
  - 紀の川市立打田図書館
  - 紀の川市立粉河図書館
  - 紀の川市立那賀図書館
  - 紀の川市立桃山図書館
  - 紀の川市立貴志川図書館
- 岩出市立岩出図書館
- かつらぎ町立図書館

### 紀中
- 有田市図書館
- 御坊市立図書館
- 湯浅町立図書館
- 有田川ライブラリー
  - 有田川町地域交流センター「ALEC」
  - ちいさな駅美術館「Ponte del Sogno」
  - 有田川町立金屋図書館
  - しみず図書室
- 美浜町立図書館
- みなべ町立図書館中央館

### 南紀
- 田辺市立図書館
  - 中辺路分室
  - 龍神分室
  - 本宮分室
  - 大塔分室
- 新宮市立図書館
- 白浜町立図書館
- 上富田町立図書館
- 那智勝浦町立図書館
- 串本町図書館
  - 古座図書館